# Kenta Izuka
Kenta Izuka (猪塚 健太, Izuka Kenta), né le 8 octobre 1986 à Seto dans la préfecture d'Aichi, est un acteur japonais. Il s'illustre à la fois au cinéma, à la télévision, au théâtre et sur la scène musicale.

## Biographie

### Etudes et premiers pas dans le milieu du divertissement
Adolescent, Kenta Izuka fréquente le lycée Chukyo, un établissement privé situé à Nagoya. Sportif accompli, il pratique le football, la natation, l'athlétisme et l'escrime, tout en ambitionnant de devenir présentateur. 
Durant ses études supérieures, à la demande d'un ami, il s'essaie au mannequinat à l'occasion d'un défilé de mode. Cette expérience esquisse sa carrière dans l'industrie du divertissement et lui donne envie d'être sous les projecteurs. 
Il concrétise cette aspiration en 2008, grâce au rôle de Hikaru Todoroki/R1 dans la franchise Tomica Hero Rescue Force. 
En mars 2009, il est diplômé du département de sociologie, au sein de la Faculté des lettres de l'Université Komazawa. 

### Débuts sur scène
Son diplôme en poche, Kenta Izuka décide de se focaliser sur sa carrière de comédien et rejoint la compagnie théâtrale Gekidan Prestage, affiliée à l'agence Amuse Inc., où il restera jusqu'en 2019. 
En 2011, il apparaît dans la série musicale à succès Tenimyu, considérée comme un tremplin pour les artistes débutants.
Courant 2014, il tient un petit rôle dans la pièce de théâtre Kuzariāna no tsubasa, créée par le prestigieux duo Chikyū Gorgeous. La troupe se compose de plusieurs célébrités, notamment Masatoshi Nakamura, Yusuke Yamamoto, Sae Miyazawa, Eriko Satō... De l'aveu de Kenta Izuka, cette expérience marque un tournant dans sa vie et renforce sa vocation. Ce choix est corroboré par l'un des deux créateurs de Kuzariāna no tsubasa, Gorō Kishitani, qui qualifie son jeu de « parfait » et lui recommande d'avoir confiance en ses capacités.
Courant 2016, il retrouve le tandem Chikyū Gorgeous pour The Love Bugs, une comédie musicale portée par Yū Shirota, Tomu Ranju, Sakurako Ōhara et Sōichi Hirama.

### La révélationShônenet la consécrationPornographer
« J'ai toujours voulu jouer un rôle qui expose les désirs humains ou un rôle permettant aux gens de s'évader de ce monde où ils doivent endurer beaucoup [...]. Je voulais être un acteur capable d'endosser de tels [personnages]. »

— Kenta Izuka au sujet de son implication dans Shōnen et la saga Pornographer.
En 2016, Kenta Izuka auditionne pour la pièce de théâtre Shônen, une transposition scénique du best-seller d'Ira Ishida. Le rôle qu'il brigue, celui du prostitué masochiste Higashi Hirado, s'avère particulièrement exigeant. Malgré les aspects sulfureux du personnage, il s'investit totalement pour l'obtenir et envisage de mettre un terme à sa carrière en cas d'échec. Le rôle lui est finalement dévolu. Sa persévérance se révèle payante : sa performance est encensée et lui permet d'être remarquée par un producteur. Ce dernier glisse alors son nom aux directeurs de casting à l'œuvre sur Pornographer, un drama basé sur le yaoi culte de Maki Marukido.
La suggestion est approuvée et Izuka est ainsi retenu pour l'un des rôles principaux de Pornographer. De 2018 à 2021, sous la direction du réalisateur Kōichirō Miki, il interprète Haruhiko Kuzumi, un jeune homme épris d'un romancier spécialisé dans la littérature érotique campé par Terunosuke Takezai. Le drama est un succès qui engendre plusieurs projets : la préquelle Mood Indigo, la suite cinématographique Playback ainsi que les deux courts métrages Spring Life et Continued Spring Life. Izuka est présent dans chaque opus. Sur le plateau, il noue une relation très forte avec son partenaire Terunosuke Takezai, qu'il perçoit comme une figure fraternelle : « Je n'ai jamais eu l'occasion de jouer avec quelqu'un d'une manière aussi intense donc j'ai l'impression qu'il est comme un grand frère pour moi. [...] J'ai du mal à m'ouvrir aux gens mais je pourrais parler de n'importe quoi avec Takezai. Si par hasard je découvre que nous tournons dans le même studio, je vais le chercher (rires). C'est une personne vraiment importante ».
Sur la même période, il reprend son personnage d'Higashi Hirado, cette fois-ci pour l'adaptation filmique de Shōnen. 
Ses derniers projets, en particulier Pornographer et Shōnen, renforcent sa notoriété. La presse salue l'éclectisme de sa carrière (laquelle alterne séries télévisées, longs métrages, pièces de théâtre ou comédies musicales) et le qualifie de sex-symbol, au même titre que les comédiens Reo Tamaki et Yūta Furukawa.
En 2018, il s'illustre dans la pièce de théâtre Bloody Poetry, où son interprétation de Percy Bysshe Shelley est saluée.
Courant 2020, le duo Chikyū Gorgeous célèbre ses 25 ans d'existence avec une nouvelle production, Hoshi no daichi ni furu namida The Musical, et fait de nouveau appel à Izuka. Il rejoint une distribution prestigieuse composée de Mackenyu, Rena Sasamoto et Matsumoto Toshio, ex-membre d'Exile.
En 2022, il délivre une performance remarquée dans la comédie musicale The Bodyguard.

## Performances partielles

### Cinéma
- 2008 : Tomica Hero: Rescue Force Explosive Movie: Rescue the Mach Train! : Hikaru Todoroki/R1
- 2010 : The Lady Shogun and Her Men
- 2015 : Midnight Diner
- 2017 : Saiki Kusuo no Psi-nan : Dark Reunion
- 2018 : Shōnen (娼年?) de Daisuke Miura (ja) : Higashi Hirado
- 2021 : Pornographer : Playback : Haruhiko Kuzumi
- 2022 : Violence Action : Kura
- 2023 : Tokyo MER: Mobile Emergency Room – The Movie : Daichi Meguro
- 2023 : The Forbidden Play : Kuniaki Kurosaki
- 2024 : Stolen Identity: Final Hacking Game : Akira Nagase

### Séries
- 2007 : Keitai Shoujo : Hayato Tsutsumi
- 2008 : Tomica Hero: Rescue Force : Hikaru Todoroki/R1
- 2009 : Tomica Hero: Rescue Fire : Hikaru Todoroki/R1 (invité)
- 2014 : Dousousei - Hito Wa Sando Koi Wo Suru : Makoto
- 2014 : Midnight Diner
- 2015 : Kono Mystery ga Sugoi! : Yu Hanatsuka
- 2018 : Pornographer : Haruhiko Kuzumi
- 2019 : Mood Indigo : Haruhiko Kuzumi (Invité, épisode 6)
- 2021 : Surrogacy : Keito Mizuno
- 2021 : Takane no Hana-san : Genki Sarada
- 2021 : Tokyo MER: Mobile Emergency Room : Daichi Meguro
- 2021 : Keishichou Hikikomori-Gakari : Keisuke Mizusawa
- 2021 : Rinko-san wa Shite Mitai : Yo-ichi Hiyama
- 2021 : The Night I Became a Beast : Sanada (Série d'anthologie : saison 2, Episode 6)
- 2022 : A Man Who Defies the World of BL : Igarashi (Saison 2)
- 2022-2023 : Tonight, My Body Will Fall In Love : Oonuma Ryosuke
- 2022 : Candy Color Paradox : Inami Kei
- 2025 : Dr. Ashura : Takumi Kichijōji

### Courts métrages
- 2021 : Pornographer : Spring Life : Haruhiko Kuzumi
- 2021 : Pornographer : Continued Spring Life : Haruhiko Kuzumi
- 2022 : Tsurumi's "Merry Bad End" Course : le professeur Kunikita

### Théâtre
- 2010 : Reset 3.2.1 ... : Haruki Hanazawa
- 2011 - 2012 : Tenimyu : Yoshiro Akazawa
- 2014 : Kuzariāna no tsubasa : Oobusa
- 2016 : The Love Bugs : Garashi
- 2016 : Shônen : Higashi Hirado
- 2018 : Bloody Poetry : Percy Bysshe Shelley
- 2020 : Hoshi no daichi ni furu namida The Musical : Shiriri
- 2022 : The Bodyguard, the Musical : Sy Spector
- 2022 : Rurouni Kenshin, the Musical : Sadojima Hoji